# دانيال أدو (لاعب كرة قدم)
دانيال أدو (بالإنجليزية: Daniel Addo)‏ هو لاعب كرة قدم غاني في مركز الوسط، ولد في 6 نوفمبر 1976 في أكرا في غانا. شارك مع منتخب غانا تحت 17 سنة لكرة القدم ومنتخب غانا تحت 20 سنة لكرة القدم ومنتخب غانا لكرة القدم. أما مع النوادي، فقد لعب مع باير 04 ليفركوزن وفورتونا دوسلدورف ونادي النجمة ونادي فاردار ونادي كارلسروه.

## وصلات خارجية
- دانيال أدو على موقع الاتحاد الدولي (مؤرشف)  (الإنجليزية)
- دانيال أدو على موقع قاعدة بيانات كرة القدم.إي يو (الإنجليزية)
- دانيال أدو على موقع ليكيب (الفرنسية)
- دانيال أدو على موقع ناشيونال فوتبول تيمز (الإنجليزية)
- دانيال أدو على موقع عالم كرة القدم.نت (الإنجليزية)